# تورهان کایا
تورهان کایا (انگلیسی: Turhan Kaya؛ ۳۰ نوامبر ۱۹۵۱ – ۳۱ مارس ۲۰۲۰) بازیگر اهل ترکیه بود.
او در سریال هایی چون حلقه و آشیانه گرگ‌ها: کمین به ایفای نقش پرداخته است.